# Fairey Pintail
Fairey Pintail là một loại thủy phi cơ tiêm kích của Anh trong thập niên 1920.

## Biến thể
Pintail I
Pintail II
Pintail III
Pintail IV

## Quốc gia sử dụng
Nhật Bản
- Không quân Hải quân Đế quốc Nhật Bản

## Tính năng kỹ chiến thuật (Pintail III)
Dữ liệu lấy từ The British Fighter since 1912 
Đặc điểm tổng quát
- Kíp lái: 2
- Chiều dài: 32 ft 3 in (9,83 m)
- Sải cánh: 40 ft 0 in (12,2 m)
- Chiều cao: 11 ft 0 in (3,35 m)
- Diện tích cánh: 400 ft² (37,2 m²)
- Trọng lượng có tải: 4.700 lb (2.136 kg)
- Động cơ: 1 × Napier Lion, 475 hp (354 kW)

 Hiệu suất bay 
- Vận tốc cực đại: 125 mph (109 kn, 201 km/h)
- Lên độ cao 5.000 ft (1.520 m): 5 phút 8 giây [2]

Trang bị vũ khí

- 1 × Súng máy Vickers.303 in (7,7 mm)
- 1 hoặc 2 × Súng máy Lewis.303 in (7,7 mm)